# Dschaisch al-Muhadschirin wal-Ansar
Dschaisch al-Muhadschirin wal-Ansar (arabisch جيش المهاجرين والأنصار, DMG Ǧaiš al-Muhāǧirīn wa-l-Anṣār ‚Armee der Auswanderer und Helfer‘, auch Jaish al-muhajirin wa-l-ansar, kurz JAMWA) ist eine dschihadistisch-salafistische Organisation in Syrien. Sie wurde 2012 gegründet und kämpft im syrischen Bürgerkrieg an der Seite der al-Nusra-Front gegen die Regierung Baschar al-Assads, Teile der Freien Syrischen Armee (FSA) und kurdische Volksverteidigungseinheiten (YPG).
Von den Regierungen Kanadas und der Vereinigten Staaten wird die Organisation als terroristische Vereinigung eingestuft. In Deutschland wird JAMWA als ausländische terroristische Vereinigung eingestuft.
Einer ihrer ehemaligen Anführer war der militärische Oberbefehlshaber der Terrororganisation Islamischer Staat in Syrien, Abu Omar al-Schischani.

## Dschaisch al-Muhadschirin wal-Ansarin Deutschland
Der islamistische Prediger Sven Lau soll als Bindeglied zu JAMWA fungiert haben und 2013 drei Nachtsichtgeräte für islamistische Kämpfer in Syrien besorgt, zwei Männern bei der Ausreise nach Syrien geholfen und einem von ihnen Geld überbracht haben. Am 26. Juli 2017 wurde Lau vom Staatsschutzsenat des Oberlandesgerichts Düsseldorf aufgrund der Unterstützung einer ausländischen terroristischen Vereinigung in vier Fällen zu einer Freiheitsstrafe von fünfeinhalb Jahren verurteilt.